# Ornithogalum saundersiae
Ornithogalum saundersiae är en sparrisväxtart som beskrevs av John Gilbert Baker. Ornithogalum saundersiae ingår i släktet stjärnlökar, och familjen sparrisväxter. Inga underarter finns listade i Catalogue of Life.